# Ландауэр, Томас
Томас К. Ландауэр (англ. Thomas K. Landauer; 25 апреля 1932 — 26 марта 2014) — американский психолог, профессор факультета психологии Университета Колорадо.
Являлся одним из пионеров латентно-семантического анализа. В 1995 году опубликовал противоречивый анализ парадокса продуктивности.
Занимал должность вице-президента Образовательного центра Пирсона.
Также он является почетным профессором психологии Университета Колорадо. Ранее он выполнял функции менеджера исследовательской группы по информатике и человеко-компьютерному взаимодействию в Bell Labs и Беллкор.

## Сочинения
- Landauer, T. K. (1995). The trouble with computers: Usefulness, usability and productivity. Cambridge, MA: MIT Press